# Чемпионат Европы по фехтованию 2002
Чемпионат Европы по фехтованию 2002 года прошёл с 2 по 7 июля в Москве (Россия). Поединков за третье место в индивидуальном первенстве не проводилось, а бронзовые медали получали оба спортсмена, проигравшие полуфинальные бои; среди команд поединки за третье место проводились.

## Общий медальный зачёт
| Место | Страна      | Золото | Серебро | Бронза | Всего |
| ----- | ----------- | ------ | ------- | ------ | ----- |
| 1     | Россия      | 3      | 4       | 5      | 12    |
| 2     | Франция     | 3      | 1       | 0      | 4     |
| 3     | Венгрия     | 2      | 2       | 4      | 8     |
| 4     | Польша      | 2      | 1       | 1      | 4     |
| 5     | Италия      | 2      | 1       | 0      | 3     |
| 6     | Румыния     | 0      | 1       | 2      | 3     |
| 7     | Германия    | 0      | 1       | 1      | 2     |
| 8     | Греция      | 0      | 1       | 0      | 1     |
| 9     | Украина     | 0      | 0       | 3      | 3     |
| 10    | Австрия     | 0      | 0       | 1      | 1     |
| 10    | Азербайджан | 0      | 0       | 1      | 1     |
| Всего | Всего       | 12     | 12      | 18     | 42    |

## Медалисты

### Мужчины
| Дисциплина                  | Золото                                                                            | Серебро                                                                       | Бронза                                                                            |
| --------------------------- | --------------------------------------------------------------------------------- | ----------------------------------------------------------------------------- | --------------------------------------------------------------------------------- |
| Шпага Личное первенство     | Габор Боцко                                                                       | Павел Колобков                                                                | Иван Ковач Геза Имре                                                              |
| Шпага Командное первенство  | Франция · Эрик Буасс · Реми Дельомм · Жером Жанне · Фредерик Бульер               | Польша · Томаш Мотыка · Михал Собьерай · Марек Петрашек · Адам Верчёх         | Украина · Александр Горбачук · Дмитрий Карюченко · Максим Хворост · Дмитрий Чумак |
| Рапира Личное первенство    | Андреа Кассара                                                                    | Симон Зенфт                                                                   | Славомир Моцек Михаэль Людвиг                                                     |
| Рапира Командное первенство | Италия · Андреа Кассара · Марко Рамаччи · Симоне Ванни · Маттео Дзеннаро          | Франция · Николя Бодан · Эрик Фрьес · Жером Вейбель · Виктор Синте            | Германия · Кристиан Шлехтвег · Симон Зенфт · Рихард Бройтнер · Йоханнес Крюгер    |
| Сабля Личное первенство     | Станислав Поздняков                                                               | Сергей Шариков                                                                | Владимир Лукашенко Михай Ковалю                                                   |
| Сабля Командное первенство  | Россия · Сергей Шариков · Алексей Фросин · Алексей Дьяченко · Станислав Поздняков | Италия · Джакомо Гвиди · Альдо Монтано · Джампьеро Пасторе · Луиджи Тарантино | Венгрия · Тамаш Дечи · Домонкош Ферьянчик · Кенде Фодор · Жолт Немчик             |

### Женщины
| Дисциплина                  | Золото                                                                              | Серебро                                                                       | Бронза                                                                        |
| --------------------------- | ----------------------------------------------------------------------------------- | ----------------------------------------------------------------------------- | ----------------------------------------------------------------------------- |
| Шпага Личное первенство     | Морин Низима                                                                        | Ники Сидиропулу                                                               | Оксана Ермакова Любовь Шутова                                                 |
| Шпага Командное первенство  | Венгрия · Адриен Хормай · Хайналька Кирай · Ильдико Минца · Хайналька Тот           | Россия · Карина Азнавурян · Татьяна Логунова · Оксана Ермакова · Анна Сивкова | Украина · Наталья Конрад · Надежда Казимирчук · Ольга Партала · Ева Выборнова |
| Рапира Личное первенство    | Сильвия Грухала                                                                     | Лаура Бадя                                                                    | Роксана Скарлат Светлана Бойко                                                |
| Рапира Командное первенство | Польша · Сильвия Грухала · Магдалена Мрочкевич · Анна Рыбицка · Малгожата Войтковяк | Венгрия · Аида Мохамед · Эдина Кнапек · Каталин Варга · Габриэлла Варга       | Россия · Светлана Бойко · Екатерина Юшева · Юлия Хакимова · Виктория Никишина |
| Сабля Личное первенство     | Сесиль Аржоля                                                                       | Елена Нечаева                                                                 | Орсойя Надь Ирина Баженова                                                    |
| Сабля Командное первенство  | Россия · Елена Нечаева · Ирина Баженова · Наталья Макеева · Елизавета Горст         | Венгрия · Орсойя Надь · Эдина Чаба · Габриэлла Снопек · Аннамария Надь        | Азербайджан · Жанна Сюкаева · Анжела Волкова · Елена Жемаева · Елена Амирова  |